# Тути Бике
Тути Бике (дарг. Тути Бике, азерб. Tuti Bikə) — государственный деятель.

## Биография
Родилась в Дербенте в семье Хан-Мухаммада. Внучка Ахмед-хана Большого, сестра Амир-Хамзы.
В 1766 году вышла замуж за Фатали-хана, правителя Кубинского ханства.
Когда Фатали-хан потерпел поражение и отступил к Сальянам, Амир Хамза попытался хитростью овладеть Дербентом, которым в отсутствие мужа управляла Тути-бике. Амир Хамза подошёл к городу и сообщил сестре о том, что Фатали-хан погиб в сражении, и что он привёз его тело. Однако Тути-бике разгадала замыслы брата, вышла на городские стены и приказала открыть огонь по его войскам, а затем выслала отряд, который заставил Амира Хамзу отойти в Мюшкур. Тути Бике сама руководила сражением с крепостных стен. Исследователь истории Дербента Е. И. Козубский писал: «Мужественная жена Фатали-хана Тути-бике… с твёрдостью мужчины обороняла город против брата; она, как львица, стояла на крепостных валах, сама распоряжалась всем, огнём крепостных орудий угрожая брату». И. Н. Березин отмечал, что «неустрашимая Туту-бике, однажды обманутая братом, защищалась храбро и сохранила Дербент мужу». Вскоре уцмий, собрав войско, напал на Баку, а затем вновь осадил Дербент. Фатали-хан тайно пробрался в Дербент, к которому стали «стекаться… приверженцы его».
Скончалась в 1786 году в Дербенте.

## Мавзолей Тути Бике
Мемориальное сооружение воздвигнуто в 1788 году после смерти Тути-Бике на северном кладбище, вблизи захоронения Кырхлар. Мавзолей состоит из восьмигранного сооружения, в центральной части которого есть стрельчатый каменный купол (купол обрушился в 1940 году и был восстановлен в 1975 году). Во внутреннем помещении стоят четыре надгробия. Здесь захоронены Тути-Бике, ее сын Ахмед хан (1791г.). сын Фатали хана от второго брака - Гасан-хан (1802 г.), жена Гасан-хана Hyp-Джахан (1841 г.).

## Семья
- Жена Фатали-хана.
- Сын — Ахмад-хан.
- Дочь — Хак-бике.